# AV Valkenswaard
AV Valkenswaard is een atletiekvereniging uit de Nederlandse plaats Valkenswaard.

## Historie
AV Valkenswaard werd opgericht op 19 februari 1973.

## Organisatie
AV Valkenswaard telde eind 2024 circa 380 leden. De club is aangesloten bij de Atletiekunie en ligt in atletiekregio 14, De Kempen. Het aanbod van de club bestaat naast atletiek uit hardlopen en wandelen.
Voor de jeugd worden door de Jeugdcommissie gedurende het jaar verschillende activiteiten georganiseerd, zoals de pietentraining en het jaarlijkse atletiekkamp. Voor alle leden van de club wordt door de club de Huttenloop georganiseerd. De atleten kunnen dan kiezen voor een bosloop met afstanden tussen de 2,5 en 10 kilometer, met aansluitend een banket, gemaakt door de atleten van de club zelf.
Sinds 2019 biedt AV Valkenswaard gehandicaptensport aan, in de vorm van Frame Running.

## Accommodatie
De accommodatie van AV Valkenswaard is gevestigd op Sportpark Den Dries in Valkenswaard. In 2019 werd er een nieuwe, zeslaanse, baan geopend, nadat de oude baan was afgekeurd in verband met de veiligheid. De nieuwe baan heeft twee hoogspringmatten, een polsstokhoogmat, twee vijfbaanse verspringbakken, een discuskooi en een kogelslingerkooi. Naast de baan is er een kantine te vinden met kleedkamers en een krachthonk.

## Door AV Valkenswaard georganiseerde wedstrijden

### Wedertcross
De Wedertcross is een bosloop die onderdeel is van de Kempische Cross Competitie. De editie van 2025 wordt gehouden in het bos achter zwembad De Wedert. De laatste twee edities van de Wedertcross zijn beide gewonnen door Luc Heesterbeek. 

### Trackmeeting Valkenswaard
Elk jaar organiseert AV Valkenswaard, als onderdeel van de Circuit 14 wedstrijden, een avondwedstrijd. Hierbij kunnen atleten kiezen uit een aantal onderdelen op de baan, zoals polsstokhoogspringen, 400 meter, discuswerpen en andere onderdelen. De aangeboden onderdelen verschillen per jaar. De meest recente editie, op 10 mei 2024, telde 190 deelnemers en zag een verbetering van het baanrecord op de 100 meter door Niels Maréchal in een tijd van 10.69 seconden.

### Valkenloop
De Valkenloop is een bekende door AV Valkenswaard georganiseerde trimloop en wedstrijd. In 2016 trok deze 1400 deelnemers en werd gewonnen door Colin Bekers. In 2017 won Timothy Karanu en waren er in totaal 1150 deelnemers. In november 2022 werd de Valkenloop op de valreep afgelast door financiële problemen.